# Vandœuvre Nancy Volley-Ball 2020-2021
Questa voce raccoglie le informazioni riguardanti il Vandœuvre Nancy Volley-Ball nelle competizioni ufficiali della stagione 2020-2021.

## Organigramma societario
Area direttiva
- Presidente: Patrick Venturini

Area tecnica
- Allenatore: Radoslav Arsov
- Allenatore in seconda: Jérôme Hanegreefs

## Rosa
| N° | Nome              | Ruolo | Data di nascita   | Nazionalità sportiva |
| -- | ----------------- | ----- | ----------------- | -------------------- |
| 1  | Maja Burazer      | O     | 20 marzo 1988     | Croazia              |
| 2  | Emily Thater      | C     | 1º febbraio 1995  | Stati Uniti          |
| 3  | Lisa Menet-Haure  | L     | 16 maggio 1994    | Francia              |
| 4  | Kristiine Miilen  | S     | 4 dicembre 1996   | Estonia              |
| 5  | McKenzie Jacobson | C     | 17 gennaio 1995   | Stati Uniti          |
| 6  | Laura Florentiny  | C     | 20 maggio 2001    | Francia              |
| 7  | Nicole Edelman    | P     | 14 aprile 1994    | Stati Uniti          |
| 8  | Zoé Betz          | L     | 31 gennaio 2002   | Francia              |
| 9  | Eva Mori          | P     | 13 marzo 1996     | Slovenia             |
| 10 | Loana Puakavase   | C     | 21 settembre 2002 | Francia              |
| 11 | Elina Rodríguez   | S     | 11 febbraio 1997  | Argentina            |
| 12 | Karin Palgutová   | S     | 12 febbraio 1993  | Slovacchia           |
| 13 | Manon Cabrol      | S     | 15 marzo 2001     | Francia              |
| 14 | Hélèna Baudu      | P     | 3 maggio 2003     | Francia              |
| 15 | Gergana Georgieva | P     | 15 ottobre 1998   | Bulgaria             |
| 16 | Grace Zenga       | C/O   | 24 giugno 2002    | Francia              |
| 17 | Rusena Slancheva  | S     | 23 agosto 1986    | Bulgaria             |
| 18 | Lana Thévenet     | P     | 5 marzo 2004      | Francia              |
| 19 | Ajla Paradžik     | C     | 29 luglio 1994    | Bosnia ed Erzegovina |
| 20 | Anna Quessart     | O     | 4 febbraio 2003   | Francia              |